# Thal-Marmoutier
 Thal-Marmoutier (en alsacià Dààl) és un municipi francès, situat a la regió del Gran Est, al departament del Baix Rin. L'any 2005 tenia 717 habitants. Limita al nord amb Gottenhouse, a l'est amb Marmoutier (Màschmínschter), al nord-oest amb Haegen i al sud amb Reinhardsmunster.
Forma part del cantó de Saverne, del districte de Saverne i de la Comunitat de comunes del Pays de Saverne.

## Demografia
| 1962 | 1968 | 1975 | 1982 | 1990 | 1999 |
| ---- | ---- | ---- | ---- | ---- | ---- |
| 474  | 495  | 563  | 631  | 637  | 706  |

## Administració
| Període   | Identitat          | Partit |
| --------- | ------------------ | ------ |
| 2001-2008 | Mario Di Liberator |        |
| 2008-     | Jean-Claude Distel |        |